# Genitorturers
Genitorturers er et amerikansk industrial metal/rock-band, med indflydelse af hardcore punk og elektronisk musik, som er kendt for sit bondage/S&M image.

## Historie
Bandet blev dannet i 1991 under navnet The Festering Genitorturers i Orlando, Florida af den nuværende forsanger Gen, som er hustru til David Vincent, der midlertidigt forlod bandet Morbid Angel som bassist for at medvirke i Genitorturers, efter udgivelsen af deres debutalbum. I starten optrådte Gen på bas med Marisa (vokal), Yvonne (guitar), Larry (guitar) og Mike (trommer).

## Medlemmer
- Gen - vokalist
- Eric Griffin - guitar
- Filip "Abbey Nex" - bass
- Kriz DK - trommer

## Diskografi
Album
- 120 Days of Genitorture (1993)
- Sin City (1998)
- Machine Love (2000)
- Flesh is the Law (EP, 2002)
- Blackheart Revolution (2009)

Video
- Society of Genitorture (VHS, 1997)
- The Society of Genitorture (DVD, 2001)
- Live in Sin (DVD, 2007)